# Tomahawk (jeu vidéo)
Pour les articles homonymes, voir Tomahawk.
Tomahawk est un simulateur de vol de combat pour hélicoptère sorti en 1985 sur Sinclair ZX Spectrum qui a été porté sur plusieurs ordinateurs.

## Synopsis
Le jeu consiste à piloter un hélicoptère de combat AH-64 Apache afin de détruire les unités ennemies.

## Système de jeu
Ce jeu propose 4 missions différentes.
Il est possible de paramétrer les conditions météorologiques.
L'hélicoptère dispose de 3 types d'armes différents.

## Portages et rééditions
- 1986 : Amstrad CPC[5],[6]
- 1986 : C64[7],[8],[9]
- 1986 : Atari 8-bit[5] réédité en 1987 par Datasoft et en 1990 par Byte Back[10]
- 1987 : Compatible PC (système d'exploitation MS-DOS)[5],[11]
- 1987 : Apple IIe réédité par Datasoft[12]
- 1988 : Apple IIgs réédité par Datasoft[13]

## Accueil

### Graphisme
64'er attribue une note de 10/15 sur C64/128, ASM 9/10 sur ZX Spectrum et Happy Computer 79 % sur CPC.

### Son
64'er attribue une note de 7/15 sur C64/128, ASM 7/10 sur ZX Spectrum et Happy Computer 43 % sur CPC.